# Bradley Trost
Pour les articles homonymes, voir Trost.
Bradley R. Trost (né le 15 mai 1974 à Langenburg, Saskatchewan) est un agriculteur, géophysicien et homme politique canadien. Il est député conservateur à la Chambre des communes du Canada, représentant la circonscription de Saskatoon—Humboldt puis Saskatoon—University de 2004 à 2019.

## Biographie

### Carrière politique
Brad Trost est élu député de la circonscription de Saskatoon—Humboldt lors de l'élection fédérale de 2004 sous la bannière du Parti conservateur du Canada. Investi par les conservateurs, il affronte le député sortant Jim Pankiw, député membre de l'Alliance canadienne puis siégeant comme indépendant. Trost est élu dans une course très serrée, obtenant 26.7 % et seulement 417 voix de plus que la candidate néo-démocrate (25.6 %) et 435 de plus que le candidat libéral (25.5 %).
Lors de l'élection fédérale de 2006 il est largement réélu, obtenant 49,1 %. Il est ensuite réélu avec une majorité absolue lors de l'élection de 2008 (53,8 %) et de l'élection de 2011 (52,7 %). Lors des élections de 2015 sa circonscription est fondue dans Saskatoon—University, dont la sociologie électorale est moins favorable aux conservateurs, il est cependant élu avec 41,5 % et dix points d'avance.
Durant l'été 2016 il annonce sa candidature pour la course à la chefferie du Parti conservateur du Canada. Il termine quatrième avec 8,35  % des suffrages. Il est ensuite accusé par le Parti conservateur d'avoir transmis le fichier des adhérents avec l'Association canadienne des armes à feu et se voit infligé une amende de 50 000 $. Il nie ce qui lui est reproché et attaque son parti en justice afin qu'il rouvre l'enquête interne, il est finalement blanchi.
C'est un conservateur fiscal et sociétal, refusant par exemple la taxe carbone, les subventions à l'International Planned Parenthood Federation (considéré comme pro-avortement), la légalisation du cannabis ou le mariage pour les personnes homosexuelles.
Candidat à sa succession pour l'élection fédérale de 2019, il affronte deux autres candidats pour l'investiture et est battu par Corey Tochor, ancien président de l'Assemblée législative de la Saskatchewan, qui se lance en politique fédérale. 
Pendant ses années de députation, il occupe plusieurs fonctions et siège dans différents comité, le plus notable étant le comité permanent sur les ressources naturelles, où il a siégé durant quasiment tous ses mandats.

### Résultats électoraux
|       | Candidat       | Parti        | # de voix | % des voix |
|       | Brad Trost     | Conservateur | +18 592,  | 41,53 %    |
|       | Cynthia Block  | Libéral      | +11 287,  | 25,21 %    |
|       | Claire Card    | NPD          | +14 115,  | 31,53 %    |
|       | Valerie Harvey | Vert         | +00686,   | 1,53 %     |
|       | Eric Schalm    | Rhinocéros   | +00093,   | 0,21 %     |
| Total | Total          | Total        | 44 773    | 100 %      |

|       | Candidat          | Parti        | # de voix | % des voix |
|       | (x) Bradley Trost | Conservateur | +19 954,  | 52,72 %    |
|       | Darren Hill       | Libéral      | +03 013,  | 7,96 %     |
|       | Denise Kouri      | NPD          | +13 271,  | 35,07 %    |
|       | Sandra Finley     | Vert         | +00926,   | 2,45 %     |
|       | Jim Pankiw        | Indépendant  | +00682,   | 1,8 %      |
| Total | Total             | Total        | 37 846    | 100 %      |

|       | Candidat            | Parti        | # de voix | % des voix |
|       | (x) Bradley Trost   | Conservateur | +18 610,  | 53,8 %     |
|       | Karen Parhar        | Libéral      | +04 135,  | 11,96 %    |
|       | Scott Ruston        | NPD          | +09 632,  | 27,85 %    |
|       | Jean-Pierre Ducasse | Vert         | +02 211,  | 6,39 %     |
| Total | Total               | Total        | 34 588    | 100 %      |